# Diego Malonda Mestre
Diego Malonda Mestre (Oliva, 12 de febrer de 1952) és un ex-pilotaire valencià. Jugava a Raspall amb el sobrenom de Malonda II.
Va començar a jugar al carrer, com els xiquets de l'època. Però quan el seu germà Jose, Malonda I, comença a destacar com a figura, dona el pas a professional. Era una època marcada per la crisi econòmica i la retirada de l'anterior generació de jugadors, que alhora és l'inici d'una de les millors etapes del raspall. És recordat com un dels millors rests del moment, amb una treta poderosa per un joc brau, i per protagonitzar remuntades. Va estar molt de temps en actiu, i participà en les primeres competicions professionals de la modalitat. En 1986 seria finalista al primer Individual contra el seu nebot Carlos Parra Mestre Pepito, i en 1988 guanyaria la cinquena lliga de raspall, fent equip amb Balduino i el seu nebot Francisquet.
En 1981, participà i va guanyar en un desafiament, fent parella amb el seu germà Malonda I, que s'acabava de retirar, contra Genovés.